# Гней Помпей Ферокс Лициниан
Вижте пояснителната страница за други личности с името Гней Помпей.
Гней Помпей Ферокс Лициниан (на латински: Gnaeus Pompeius Ferox Licinianus) е сенатор на Римската империя през 1 век.
През 98 г. той е суфектконсул заедно с Гай Помпоний Руф Ацилий Туск Целий Спарс.